# صحنه (آلبوم)
صحنه (به انگلیسی: The Stage) هفمین آلبومی است که توسط گروه هوی متال آمریکایی اونجد سون‌فولد در ۲۸ اکتبر ۲۰۱۶ منتشر شد. ضبط این آلبوم در شرکت «کپیتال رکوردز» و به تهیه کنندگی جو بارسی انجام شد. در این آلبوم به دلیل اینکه گروه تصمیم گرفت تا درامری را انتخاب کند که بیشتر به سبک آلبوم جدید گروه بخورد بروکس واکرمن جانشین آرین ایلیجی درامر گروه شد.این آلبوم مقام چهارم در بیلبورد ۲۰۰ را بدست آورد و آهنگ "صحنه" از این آلبوم نامزد شصتمین مراسم جایزه گرمی در بخش بهترین آهنگ در سبک راک شد.

## ترک لیست
| شماره      | نام             | مدت   |
| ---------- | --------------- | ----- |
| ۱.         | «صحنه»          | ۸:۳۲  |
| ۲.         | «پارادایم»      | ۴:۱۸  |
| ۳.         | «وضعیت آفتابی»  | ۶:۴۱  |
| ۴.         | «لعنت خداوند»   | ۳:۴۱  |
| ۵.         | «ساختن خداوند»  | ۵:۳۴  |
| ۶.         | «فرشتگان»       | ۵:۴۰  |
| ۷.         | «شبیه سازی»     | ۵:۳۰  |
| ۸.         | «بالاتر»        | ۶:۲۸  |
| ۹.         | «آسمان رومی»    | ۵:۰۰  |
| ۱۰.        | «پارادوکس فرمی» | ۶:۳۰  |
| ۱۱.        | «وجودیت»        | ۱۵:۴۱ |
| مجموع مدت: | مجموع مدت:      | ۷۳:۴۲ |